# Stephan Ladislaus Endlicher
Stephan Friedrich Ladislaus Endlicher, född 24 juni 1804 i Pressburg (Bratislava), död 28 mars 1849 i Wien, var en österrikisk botaniker.
Endlicher var professor i botanik vid universitetet i Wien. Hans största förtjänst består i det av honom uppgjorda naturliga växtsystem, framställt i Genera plantarum secundum ordines naturales disposita (1836-50), vilket vann ett vidsträckt erkännande. Tillsammans med Franz Unger utgav han Grundzüge der Botanik (1843).
Auktorsnamnet Endl. kan användas för Stephan Ladislaus Endlicher i samband med ett vetenskapligt namn inom botaniken; se Wikipediaartiklar som länkar till auktorsnamnet.